# Ормон Хан
Ормон Хан (1792—1854) — хан Киргизького ханства, який походив із племені сарибагиш.

## Предки
Традиційний родовід. Рід походить з правого крила жовтого роду Сарибагиш. Дід, Манап-бій, здобув таку популярність серед киргизів, що його ім’я стало символом аристократичного роду, відомого своєю честю та авторитетом. Четвертий дід, Маматкул-бій, був верховним правителем киргизів, під час візиту китайців у 1758 році, вони відзначили його як людину високого соціального становища.
Його дід, Есенкул бій, також мав значний вплив на обох крилах (правому і лівому), і був видатним політичним діячем свого часу. Завдяки його ініціативам, нинішні області Чуй та Талас стали місцями оселення киргизьких племен, що стало основою для збереження території Ата Конушу.
Батько, Ніязбек, здобув популярність завдяки вислову: "Ніязбек — вісім беків, все має, має владу і благополуччя." У нього було вісім братів.
Повний рід Ормона такий: Тагай бій → Сарибагиш (Килжир) → Дьольос → Манап бій → Сютой → Сарсеїт → Учюкьо → Маматкул → Болот → Есенкул → Ніязбек → Ормон.

## Піднесення Ормона як хана
Піднесення Ормон-хана на ханський трон було значною мірою зумовлене діяннями його предків на користь народу, а також завдяки їхній славі та героїзму. Ормон став ханом у 1842 році (хоч іноді згадують більш ранні дати, наприклад 1825). Його піднесення відбулося в Котмалди (кирг. Көтмалды), де він був частиною об’єднаного правління з правим і лівим крилом.
Ормон був ініціатором об'єднання киргизів, перш за все заради розвитку. Він наголосив на необхідності боротьби з зовнішніми ворогами і виступив із ініціативою піднятися на ханський трон. Після цього всі вожді погодились і підтримали піднесення Ормона на ханство.
Про піднесення Ормон хана на трон у 1825 році, було згадано Б. Солтоноєвим та С. Абрамзоном. Є також думки, що 1825 рік більше відповідає історичним умовам, оскільки об’єднання всіх киргизів для піднесення високому правителю було важливою політичною подією, і могло статися до того, як Кокандське ханство встановило свою владу на півночі Киргизстану. Однак припущення, що Ормон став ханом у 1842 році, коли йому було близько 50 років, теж є ймовірним.
На курултай, який обрав Ормона ханом, зібралися представники великих киргизьких родів. Серед них були:
- від сарибагиш — Жантай, Төрөгелди, Адыл, Түлөберди, Калпак баатири;
- від бугу — Боромбай, Балбай баатир, Өмүр баатир, Муратаалы;
- від солто — Жангарач, Тынаалы, Төкөлдөш, Жетикашка, Чыңгыш, Күрпүк;
- від саяк — Алыбек, Черикчи;
- від сару — Ажыбек датка;
- від черик — Ажыбек баатир;
- від азик і кушчу — Бүргө баатир та інші видатні представники різних родів.

Цей широкий склад представників різних родів свідчить про єдність та підтримку кандидатури Ормона на ханство.
Для гостей на курултаї було принесено дев'ять білих кобил, які були забиті. Ормон, згідно з давніми кочовими традиціями, був посаджений на біле килимне покривало (ак кийиз), і таким чином його було піднято на ханський трон. Це відповідало стародавнім звичаям і символізувало його піднесення як правителя.
Як знак високого правителя Ормону одягли червоний головний убір — кизил тебетей. Згідно з деякими джерелами, на цей курултай також прибули представники Кокандського ханства, а також правитель племені Адигіне та ханський вождь південних киргизів — Алимбек датка. Однак ця інформація поки не підтверджена.

## Киргизи за часів Ормона
Політична ситуація першої половини XIX століття на території киргизів характеризується двома основними аспектами. По-перше, це агресивна політика сусідніх країн щодо Киргизьких земель, особливо Кокандського ханства, яке досягло значних успіхів у своїй експансії. По-друге, відсутність єдності серед киргизьких родів, що значно ускладнювало внутрішню стабільність.
З одного боку, честолюбство вождів племен стало перепоною для об'єднання, і саме через це зовнішні агресори мали можливість досягти успіху. З іншого боку, зовнішня політика сусідніх країн, таких як Коканд, мала на меті розділити киргизькі землі, посилюючи внутрішні суперечності, а також роздачу подарунків та титулів племінним вождям, що ще більше поглиблювало міжусобні конфлікти. Ця ситуація дозволила агресорам посилювати свою владу та вплив на киргизькі землі.
Після демаркації киргизько-казахського кордону Абилай ханом, із зникненням калмиків, які були їхніми запеклими ворогами, а також киргизько-китайських держав і казахських племен, які воювали за пасовища, киргизький народ жив у відносно мирний період. Економіка киргизів значною мірою базувалася на скотарстві, зокрема на чотирьох основних видах худоби. Однак, окрім цього, важливу роль в економіці відігравали торгові каравани, які приносили прибуток через обмін товарами, а також збори з торгівлі, що в свою чергу збільшували багатство вождів. Це посилювало їхнє прагнення до незалежності та зміцнення власної влади, адже кожен вождь прагнув мати більше ресурсів для підвищення свого впливу та контролю над територією.
У цей період Ормон, зрозумівши, що без єдності киргизи не зможуть протистояти зовнішнім ворогам, поставив собі за мету створити Киргизьку державу. Він розпочав підготовку до курултаю, на якому мав піднятися на ханський трон, усвідомлюючи важливість об'єднання народу для майбутнього.
Однак під впливом політичної ідеології, що склалася в період радянської історіографії, багато праць з історії того часу подавали цей важливий політичний момент як маніпуляцію з боку Ормона. Згідно з таким підходом, він нібито за допомогою обману та хитрості зібрав киргизьких вождів і самопроголосив себе ханом. Такий підхід згодом став поширеним у трактуванні цієї події в історії киргизького народу.
Вочевидь, Ормон, розуміючи, що основа політики Киргизької держави лежала в племінній політиці, розпочав свою діяльність із внутрішньої політики міжродових та міжплемінних відносин. Він зосередився на зміцненні єдності серед різних племен та рідних груп, оскільки внутрішнє розділення значно ослаблювало народ. Ормон активно працював над налагодженням стосунків між вождями, вирішуючи конфлікти і спори, сприяючи зменшенню напруженості та досягненню співпраці між різними киргизькими родами. Тільки забезпечивши стабільність всередині країни, він міг звернутися до зовнішньої політики та захисту від ворогів.

## Зовнішні посилання
- Про предків Ормон-хана [недоступне посилання з 01.08.2021]
- Історія танцю Манап [Архівовано 2011-10-11 у Wayback Machine.]
- Б. Солтоноев про народження Есенкул бія [недоступне посилання з 01.08.2021]
- Б. Солтоноев про киргизів в епоху Ормона [недоступне посилання з 01.08.2021]